# 1990 год в литературе

## События
- В Австрии учреждена Премия Эриха Фрида.
- В Японии учреждена Литературная премия имени Сэя Ито.

## Премии

### Международные
- Нобелевская премия по литературе — Октавио Пас, «За страстное письмо с широким кругозором, характеризующееся чувственным интеллектом и гуманистической целостностью»[1].
- Премия Агаты — Нэнси Пикард, роман «Bum Steer».
- Всемирная премия фэнтези за лучший роман — Джек Вэнс, «Мадук» (англ. Madouc).
- Всемирная премия фэнтези за лучший роман —  Джек Вэнс, «Мадук» из серии «Лионесс» (англ. Lyonesse: Madouc).
- Всемирная премия фэнтези за лучшую повесть — Джон Краули, «Great Work of Time».
- Всемирная премия фэнтези за лучший рассказ — Стивен Миллхаузер, «Иллюзионист Айзенхайм» (англ. The Illusionist).
- Нейштадтская литературная премия — Тумас Транстрёмер[2].
- Премия «Хьюго» за лучший роман — Дэн Симмонс, «Гиперион (роман Симмонса)» (англ. Hyperion)[3].
- Премия «Хьюго» за лучшую повесть — Лоис Макмастер Буджолд, «Горы скорби» (англ. The Mountains of Mourning)[3].
- Премия «Хьюго» за лучший рассказ — Сьюзи МакКи Чарнас, «Сиськи» (англ. Boobs)[3].

### Австрия
- Австрийская государственная премия по европейской литературе — Хельмут Хайсенбюттель.
- Премия Эриха Фрида — Кристоф Хайн.

### Великобритания
- Букеровская премия —  Антония Сьюзен Байетт, «Обладать» (англ. Possession: A Romance)[4].
- Премия Сомерсета Моэма:
  - Марк Хадсон, «Барабаны наших бабушек» (англ. Our Grandmothers' Drums);
  - Сэм Норт, «Автоматический человек» (англ. The Automatic Man).
  - Николас Шекспир, «Сильвес Елена из видения» (англ. The Vision of Elena Silves).

### Испания
- Премия Сервантеса —  Адольфо Биой Касарес.
- Премия принцессы Астурийской — Артуро Услар Пьетри[5].

### Норвегия
- Премия Ибсена — Эдвард Роннинг, «Himmelplaneten».

### СССР
- Премия Андрея Белого — не вручалась.
- Государственная премия РСФСР имени М. Горького:
  - Юрий Кузнецов, за книгу стихотворений и поэм «Душа верна неведомым пределам»;
  - Александр Солженицын, «Архипелаг ГУЛАГ».
- Литературная премия имени Александра Беляева:
  - Аркадий и Борис Стругацкие, «Град обреченный».
  - Андрей Столяров, «Изгнание беса».
  - Александр Снисаренко, «Третий пояс мудрости».

### США
- Премия Эдгара Аллана По:
  - за лучший роман — Джеймс Ли Бёрк, «Black Cherry Blues»[6].
  - за лучший первый роман американского писателя — Сьюзан Вулф, «The Last Billable Hour»[7].
- Пулитцеровская премия за художественную книгу — Оскар Ихуэлос, «Короли мамбо играют песни любви» (англ. The Mambo Kings Play Songs of Love)[8].
- Пулитцеровская премия за лучшую драму — Огаст Уилсон, «Урок фортепьяно» (англ. The Piano Lesson)[9].
- Пулитцеровская премия за поэзию — Чарльз Симик, «Мир не заканчивается» (англ. The World Doesn't End)[10].

### Швеция
- Литературная премия Шведской академии — Хенрик Нордбрандт[11].

### Франция
- Гонкуровская премия — Жан Руо, «Поля славы» (фр. Les Champs d’honneur)[12].
- Премия Ренодо — Жан Коломбье, «Братья Романс» (фр. Les Frères Romance).
- Премия Фемина — Пьеретта Флётьо, «Мы вечны» (фр. Nous sommes éternels).
- Премия Медичи — Жан-Ноэль Панкраци, «Les Quartiers d’hiver».
  - за лучшее зарубежное произведение — Амитав Гош, «Les Feux du Bengale».
  - за эссеистику — Рене Жирар, «Шекспир, огонь желания» (фр. Shakespeare, les feux de l’envie).

## Книги
- «Двойная фамилия» — сборник повестей и рассказов Дины Рубиной.

### Романы
- «Бесконечная шайка» (пол. Szajka bez końca) — роман Иоанны Хмелевской.
- «Благие знамения» (англ. Good Omens — роман Терри Пратчетта и Нила Геймана.
- «Движущиеся картинки» (англ. Moving Pictures) — фэнтези Терри Пратчетта.
- «Машина различий» (англ. The Difference Engine) — роман Брюса Стерлинга и Уильяма Гибсона.
- «Мир одного дня: Распад» — роман научно-фантастической трилогии «Мир одного дня» писателя Филипа Хосе Фармера .
- «Обладать» (англ. Possession: A Romance) — роман Антонии Сьюзен Байетт.
- «Русская красавица» — роман Виктора Ерофеева.
- «Ультиматум Борна» (англ. The Bourne Ultimatum) — роман Роберта Ландлэма.
- «Фламандская доска» (исп. La tabla de Flandes) — роман Артуро Переса-Реверте.
- «Эрик (Плоский мир)» (англ. Eric) — фэнтези Терри Пратчетта.

### Повести
- «Горы Судьбы» (фр. Les monts de destin) — научно-фантастическая повесть Франсиса Карсака.
- «Затворник и Шестипалый» — повесть Виктора Пелевина.
- «Пристань жёлтых кораблей» — повесть Сергея Лукьяненко.
- «Тринадцатый город» — повесть  Сергея Лукьяненко.

### Малая проза
- «Водонапорная башня» — рассказ Виктора Пелевина.
- «Дорога на Веллесберг» — рассказ  Сергея Лукьяненко.
- «Медведи открывают огонь» (англ. Bears Discover Fire) — рассказ Терри Биссона.
- «Оружие возмездия» — рассказ Виктора Пелевина.

### Драматургия
- «Коммерсанты» — пьеса Степана Лобозёрова.

### Поэзия
- «Аксиома самоиска» — сборник стихов Андрея Вознесенского.
- «Должно быть, тут уже бывали» (нюнорск Noen må ha vore her før) — сборник стихов Эльдрид Лунден.

### Литературоведение
- «Размышления о русской литературе» — книга Вадима Кожинова.

## Умерли
- 23 февраля — Давид Самойлов, русский поэт (родился в 1920).
- 2 апреля — Тлеуберген Купбатулла улы Джиемуратов, народный поэт Каракалпакской АССР, народный поэт Узбекской ССР (родился в 1915).
- 2 июля — Анатолий Николаевич Яновский, советский писатель-прозаик, драматург (родился в 1919).
- 24 августа — Сергей Донатович Довлатов, русский писатель (родился в 1941).
- 3 сентября — Веселин Йосифов, болгарский писатель, журналист, публицист, литературный критик (род. в 1920).
- 9 сентября — Анатолий Владимирович Софронов, русский советский поэт (родился в 1911).
- 16 сентября — Жуматай Жакыпбаев (род. 1945), казахский поэт; член Союза писателей Казахстана.
- 26 сентября — Моравиа, Альберто, итальянский писатель (родился в 1907).
- 19 октября — Феликс Пита Родригес, кубинский писатель, поэт, эссеист, журналист и литературный критик (родился в 1909).
- 7 ноября — Лоренс Даррелл, английский писатель и поэт, старший брат писателя-анималиста Джеральда Даррелла (родился в 1912).
- 23 ноября — Роальд Даль, валлийский писатель, автор сказок и новелл (родился в 1916 году).
- 14 декабря — Фридрих Дюрренматт, швейцарский прозаик, публицист и драматург (родился в 1921 году).